# Галушка Євген Анатолійович
Євге́н (Євгеній) Анато́лійович Галу́шка (нар. 04.04.1993) — солдат Збройних сил України, учасник російсько-української війни.

## Короткий життєпис
Народився в с. Мельники Чорнобаївського району Черкаської області.
У січні 2015 року входив до складу бронегрупи, котра розблоковувала населений пункт Спартак. Євген вів вогонь зі штатної зброї, знищив один танк терористів.
16 лютого 2015-го штурмова група здійснила прорив оточення, взяла під контроль важливий напрямок відходу українських бійців. Завдяки швидкій реакції, ефективним діям та особистому прикладу Галушки було знищено кілька вогневих позицій терористів і встановлено вогневий контроль. Солдат Галушка був поранений, але відмовився від евакуації, та продовжив виконувати поставленні бойові завдання.
3 2024 року головний сержант ЗСУ Галушка — учасник відбиття повномаштабної війни росії проти України. На різних напрямках нищив ворогів.

## Нагороди
За особисту мужність і героїзм, виявлені у захисті державного суверенітету та територіальної цілісності України, вірність військовій присязі під час російсько-української війни
- нагороджений орденом «За мужність» III ступеня (26.2.2015)
- нагороджений багатьма відзнаками від Міністерства Оборони